# Francmasonería en España

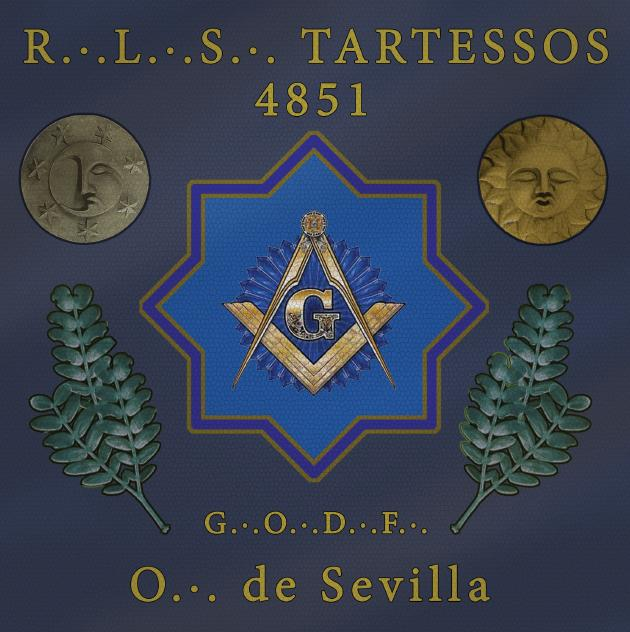
Sello de la Logia Tartessos, de Sevilla. Gran Oriente de Francia.

Los orígenes de la francmasonería en España se remontan al siglo XVIII. Desde entonces han existido en España obediencias masónicas importantes, como el Gran Oriente de España, el Gran Oriente Nacional de España o el Grande Oriente Español, entre otras de las que cabe destacar El Derecho Humano por ser la primera Obediencia mixta que, ya en los años 20 del siglo XX, se instala en España.

## Historia

### SigloXVIII

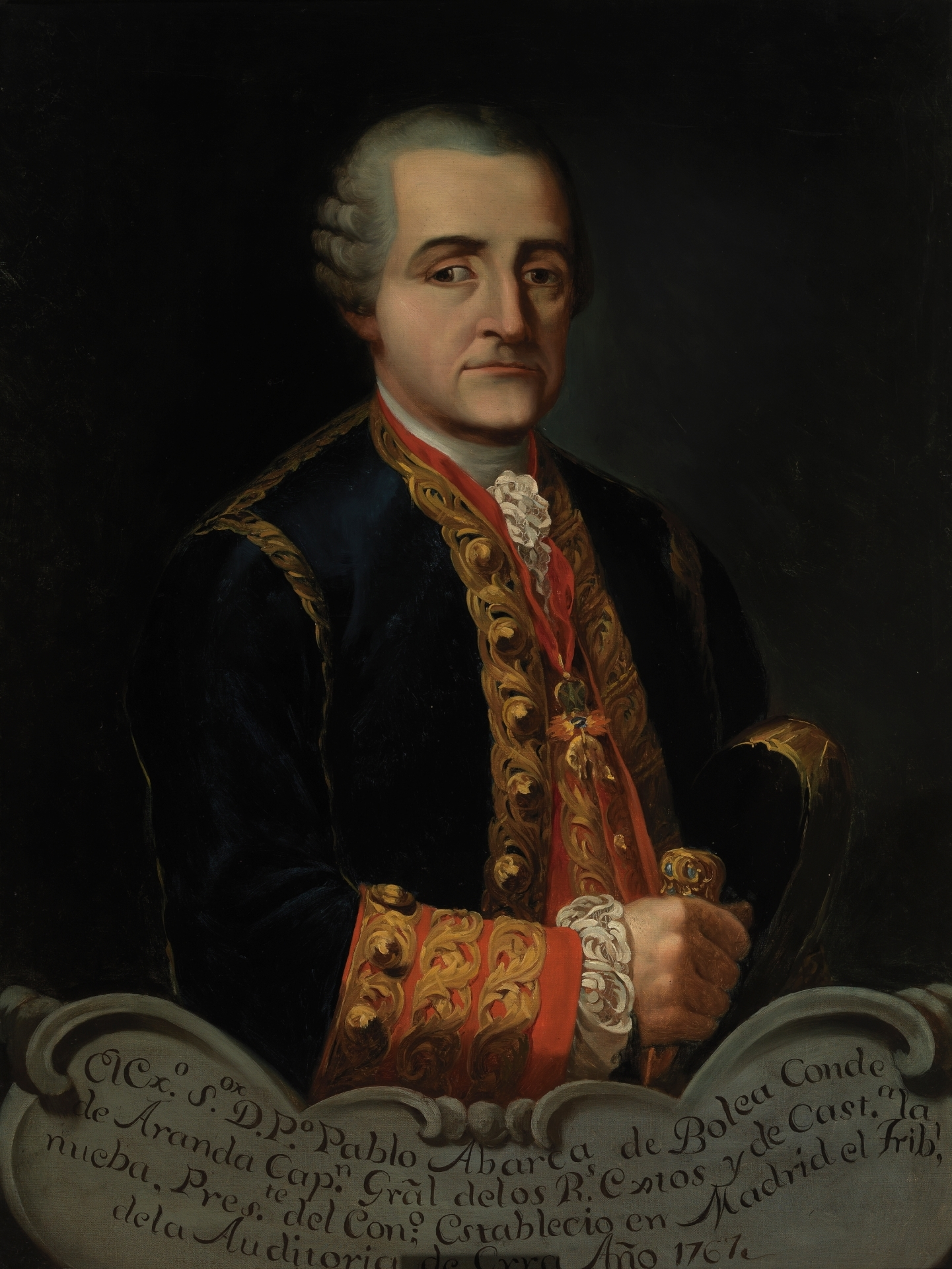
Retrato del conde de Aranda por Francisco Jover y Casanova.

La masonería no tuvo en la España del siglo XVIII existencia orgánica. La primera logia fue fundada en 1728 en Madrid por seis ingleses que se acogieron al patrocinio del duque de Wharton y fue conocida con el nombre de «La Matritense». Estaba adscrita a la Gran Logia de Inglaterra, en cuyas listas apareció hasta 1768, aunque la última noticia de ella fue de solo un año posterior al de su creación. Las escasas logias que se fundaron, sobre todo por comerciantes y militares extranjeros al servicio del rey de España, tuvieron una vida breve y precaria debido a que la Inquisición española se ocupó muy pronto de perseguirlas, haciendo cumplir las bulas papales y el decreto de Fernando VI de 2 de julio de 1751 que prohibían la masonería —por ejemplo, la logia fundada en Barcelona en 1748 por un militar que se había iniciado en Niza fue denunciada a la Inquisición solo dos años después y desmantelada; se reorganizó en 1776, pero de nuevo la Inquisición acabó con ella y detuvo a todos sus dirigentes—.
Un año después de la promulgación de la Real Cédula de Fernando VI de 1751 que prohibía la masonería, el padre franciscano José Torrubia publicó Centinela contra francmasones, una recopilación de textos antimasones extranjeros. El masón quedó así anatemizado y asociado con términos como "hereje", "judío", "ateísta", "jansenista", "maniqueo", etc. El frecuente uso de estos vocablos para referirse a los masones es lo que explica que hasta 1843 no apareciera el término francmasonería en el Diccionario de la Real Academia Española, que la definía de forma bastante imprecisa: "asociación clandestina, en que se usan varios símbolos tomados de la albañilería, como escuadras, niveles, etc.".
En la segunda mitad del siglo se habría fundado la Gran Logia por el conde de Aranda, que a partir de 1780 habría pasado a denominarse Gran Oriente de España y que dependería ideológicamente de los grupos masónicos franceses. En 1800, bajo la dirección del sucesor de Aranda, el conde de Montijo, el Gran Oriente integraría unas 400 logias. Su mera existencia, envuelta en contradicciones —en 1789 no había un conde de Montijo para suceder a Aranda y no lo hubo hasta 1808— es harto discutible, fruto, según Ferrer Benimeli, de un tiempo en que la historiografía masónica «fabricó» una historia manipulada y legendaria de la masonería a fin de dotarla de antigüedad y prestigio. Así lo advirtió también Benito Pérez Galdós, tan interesado por lo relacionado con la masonería en sus Episodios nacionales, donde escribe:

Yo tengo para mí que antes de 1809, época en que los franceses establecieron formalmente la masonería, en España ser masón y no ser nada eran una misma cosa. Y no me digan que Carlos III, el conde de Aranda, el de Campomanes y otros célebres personajes eran masones, pues como nunca los he tenido por tontos, presumo que esta afirmación es hija del celo excesivo de aquellos buscadores de prosélitos que, no hallándolos en torno a sí, llevan su banderín de recluta por los campos de la Historia, para echar mano del mismo padre Adán, si le cogen descuidado.
Benito Pérez Galdós, Napoleón en Chamartín, cap. I

La masonería española obediencial nace en 1809 del impulso de la logia de San José (en honor del rey José I) con el nombre de Gran Logia Nacional de España (GLNE). Formaron parte de ella la logia Beneficencia de Josefina, la Santa Julia, Los Filadelfos, Estrella de Napoleón, Napoleón el Grande y La Edad de Oro, todas ellas radicadas en Madrid. Permaneció activa entre 1809 y 1812. La GLNE fue la primera obediencia masónica española, además una organización legal y sus miembros pudieron reunirse y trabajar en libertad. La GLNE fue una masonería de afinidad francesa (vinculada con la administración de José I, que figuró como Gran Maestre) pero netamente española.

### Reinado de Fernando VII (1808-1833)
Con la invasión de las tropas napoleónicas de 1808 se fundan logias que en realidad son un instrumento de la política de Napoleón -en Barcelona hubo seis, una de ellas llevaba el significativo título de "Los Amigos Fieles de Napoleón", y estaban integradas en su mayoría por franceses-, pero este tipo de masonería bonapartista desapareció en cuanto las tropas francesas abandonaron el país en 1813.
Al igual que en la España "afrancesada" de la Monarquía de José I Bonaparte, en la España "patriota" (la que no reconocía las abdicaciones de Bayona y que por tanto seguía considerando como su rey legítimo a Fernando VII) también proliferaron las logias masónicas[cita requerida], así como los periódicos antimasónicos, como el El Sol de Cádiz (1812-1813) en el que se decía que "se ha derramado por toda España una casta de hombres perniciosos, que no desean otra cosa que la subversión del Estado y aniquilamiento de la Religión". Otro mito que aparece entonces es el de "nocturnidad" con la que actúan los masones. En un texto publicado en 1812 se lanza la siguiente advertencia: "Malagueños, huid de estos lobos que de noche hacen sus presas". Así pues, "se mantiene inmutable... el discurso descalificador y apocalíptico del antimasonismo dieciochesco".

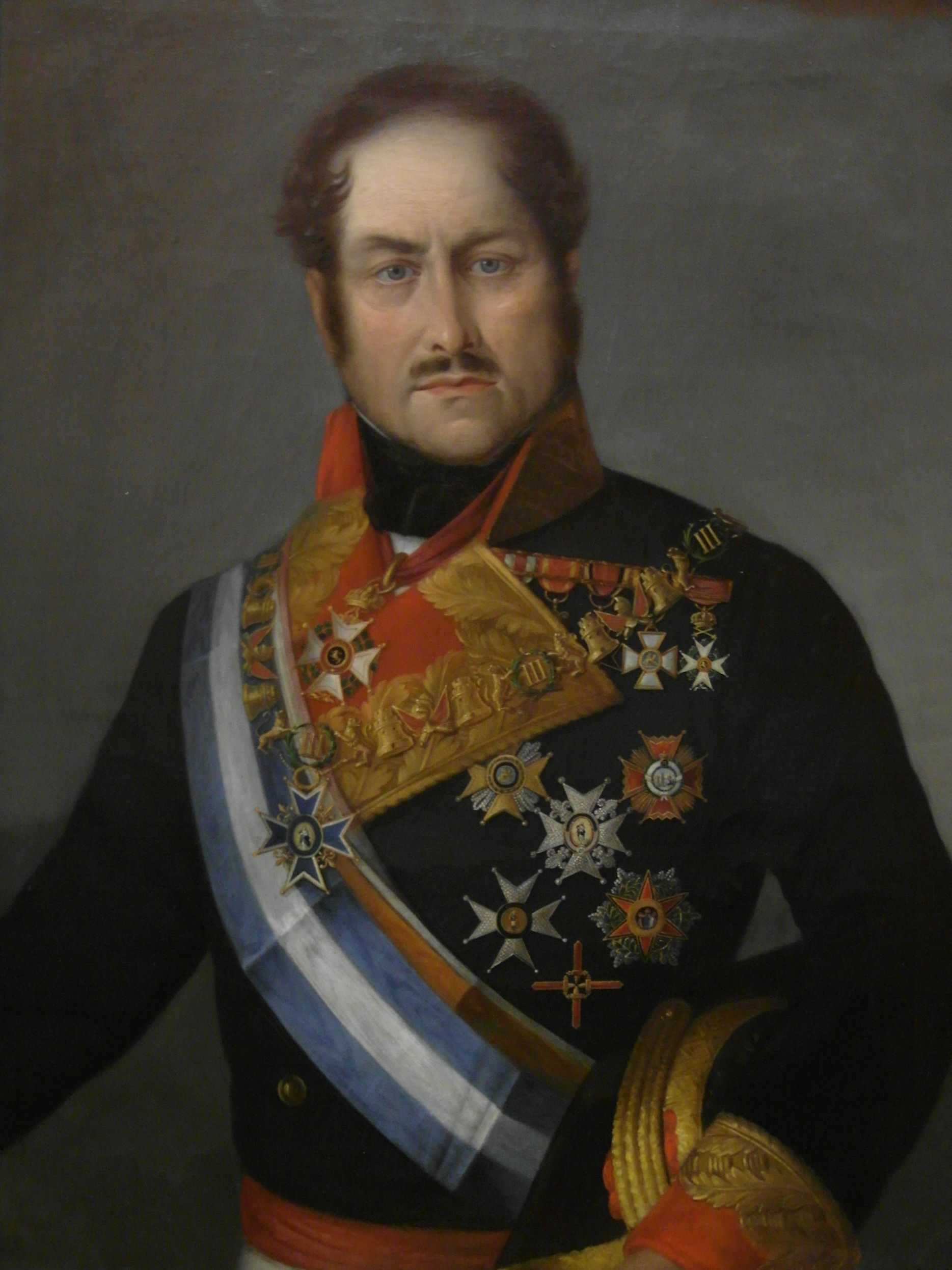
Retrato de Juan Van Halen. Obra anónima de 1853, Museo Naval de Madrid.

El momento álgido de la persecución de la masonería por la Inquisición española se produjo tras la restauración en 1814 de la Monarquía absoluta por Fernando VII. El nuevo inquisidor general, el obispo Mier y Campillo, una de cuyas obsesiones era la masonería, la condenó en dos edictos publicados a principios de 1815, siguiendo las directrices de la Santa Sede. Mier acusó a los masones de conspirar "no solamente contra los tronos, sino mucho más contra la religión" y alentó a la población a que los delatara, garantizándoles el secreto. Se produjeron muchas denuncias, algunas falsas, y también autoinculpaciones, que llevaron al cierre de logias y a la confiscación de sus bienes. A los masones extranjeros se los expulsó de España y a los españoles se les obligó a realizar ejercicios espirituales. Sin embargo, hubo masones que no recibieron un trato tan benévolo, como le sucedió al militar liberal Juan van Halen que en 1817 fue torturado durante dos días tras ser detenido por la Inquisición. El propio van Halen narró su experiencia diez años después y Pío Baroja se ocupó de su caso en Juan van Halen, el oficial aventurero.
"Las listas de masones sospechosos elaboradas entonces (buena parte de ellas fueron guardadas por el rey...) fueron un útil instrumento en manos del poder para desembarazarse de personas políticamente incómodas, aunque en realidad no pertenecieran a la masonería (la investigación, al menos, no ha podido confirmar la condición masónica de muchos de los incluidos en estas relaciones)", afirman Emilio La Parra y María Ángeles Casado.
La masonería reaparece en el Trienio Liberal, en el que desarrolla un papel político, siendo reprimida de nuevo durante la década ominosa -en 1824 Fernando VII promulgó una real cédula prohibiendo "en los dominios de España e Indias, todas las logias de la Francmasonería, Confederación de Comuneros Españoles, Sociedad del Anillo, y otras Sociedades Secretas"-.Si bien, los últimos estudios publicados al respecto cuestionan que fuera realmente masónica la organización que, junto a comuneros y anilleros, existe en España entre 1820 y 1823, por lo que habría que hablar de pseudo-masonería o, en su defecto, de masonería política.
Una muestra de hasta qué extremos llega la obsesión antimasónica es el capítulo "Nociones acerca de la Francmasonería" de una obrita publicada en 1828 en que se decía lo siguiente:

La Congregación de los Franc-masones es un orden militar, compuesto, según cálculo aproximado, de un millón de hombres, que en caso de necesidad pueden llamar y ser auxiliados por otros dos millones de nuevos hermanos y amigos. [...] Todos los individuos de la mencionada Congregación están armados de un martillo.

### Reinado de Isabel II (1833-1868)
En 1834 la regente María Cristiana de Borbón decreta una amnistía para los francmasones pero manteniendo la prohibición de la misma. Poco después se funda en Lisboa el Gran Oriente Nacional de España y en 1839 el Soberano Capítulo Departamental de Barcelona dependiente del Gran Oriente.
Durante este período los masones permanecen en la clandestinidad, lo que no impide que a partir del bienio progresista (1854-1856) la masonería cobre nuevo impulso, especialmente en Cuba, donde algunas logias masónicas participarán en el movimiento independentista, como ya había sucedido en las colonias americanas que se emanciparon de España entre 1810 y 1825.

### Sexenio Democrático (1868-1874)

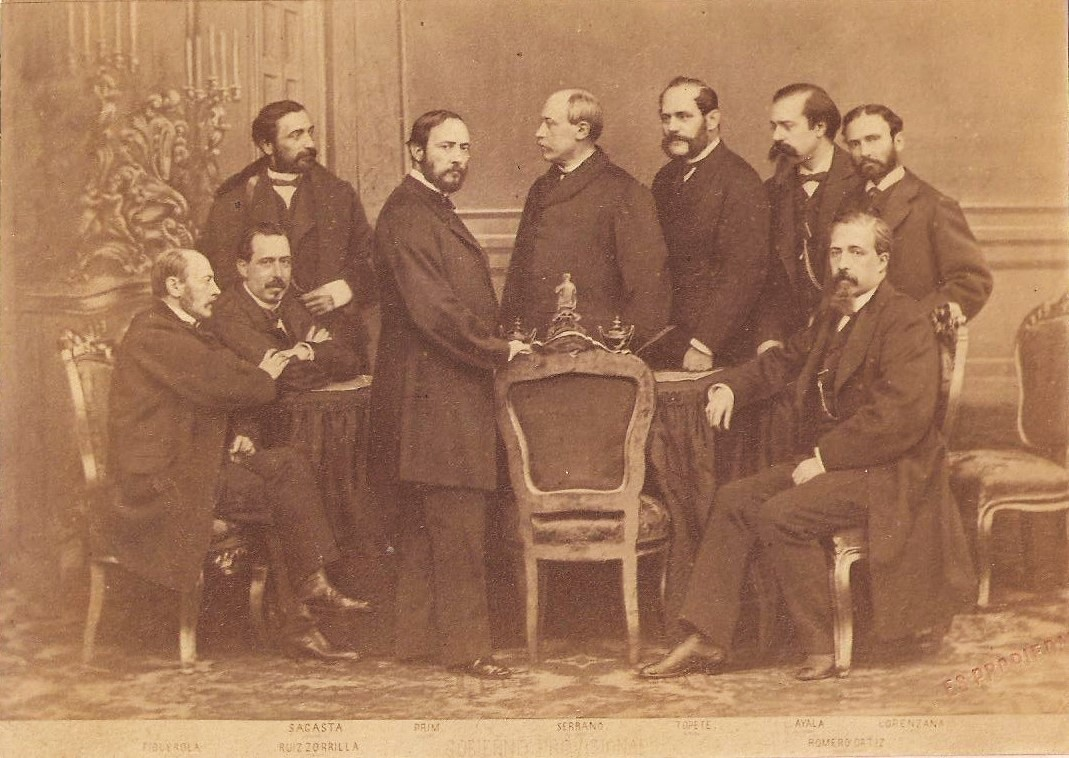
Gobierno provisional de 1869 Desde izquierda: Laureano Figuerola, Manuel Ruiz Zorrilla, Práxedes Mateo Sagasta, Juan Prim, Francisco Serrano y Domínguez, Juan Bautista Topete, Adelardo López de Ayala, Juan Álvarez Lorenzana y Antonio Romero Ortiz (foto de J. Laurent). En negrita, los ministros que eran masones.

La expansión de la masonería se produce durante el Sexenio Democrático. Aprovechando la libertad proclamada por la Revolución Gloriosa de 1868, las logias proliferaron aunque también surgieron conflictos entre las dos obediencias, el Gran Oriente Nacional de España y el Gran Oriente de España. Esta última era más democrática y contaba como Gran Maestre a Manuel Ruiz Zorrilla, uno de los políticos más destacados del Sexenio y que fue presidente del gobierno en 1872-1873 durante el reinado de Amadeo I. En 1876 le sustituyó Práxedes Mateo Sagasta, otro político prominente de la época y uno de los pilares, junto con Cánovas del Castillo, de la Restauración borbónica en España; ese mismo año de 1876 el senador marqués de Seoane pasaba a dirigir la más conservadora Gran Oriente Nacional de España.
Durante este período los masones pudieron darse a conocer y expresar públicamente sus opiniones. El 1 de mayo de 1871 comenzó a publicarse el Boletín Oficial del Gran Oriente de España y al año siguiente veía la luz el Diccionario Masónico de bolsillo, de Pertusa. En esta última obra se decía que la francmasonería era

una asociación de hombres libres y de buenas costumbres, que tiene por único y exclusivo objetivo el mejoramiento social de la humanidad.

Según Pere Sánchez, "esta fue una masonería con una muy poco disimulada vocación política en la que no pocos personajes utilizaban su estructura e influencia para escalar al poder y al prestigio, a lo que —justo es decirlo— no hacía ningún asco la institución siempre que el político en cuestión favoreciese sus intereses. No es exagerado afirmar que a algunos de ellos se le concedieron los 33 grados en tres días y que muchos otros, que ostentaban cargos importantes, difícilmente sabían algo de la masonería y no asistían a los trabajos masónicos. De ideología progresista y composición burguesa, era entonces el prototipo de masonería latina, de características bastante diferentes de la anglosajona, como el anticlericalismo militante o el apoyo a determinadas revoluciones políticas. Esta masonería, propia de la Europa latina, se convirtió al positivismo científico y al sufragio universal en la segunda mitad del siglo XIX, y alguna de estas obediencias incluso eliminó de sus estatutos la obligatoriedad de reconocer la existencia del Gran Arquitecto del Universo (Dios)".
Durante el Sexenio proliferaron asimismo las obras antimasónicas. Algunas expresaban su desconcierto ante el hecho de que "una asociación de carácter civilizador, benéfico y moral" tuviera que "estar velada tras el misterio", y que "para hacer el bien necesite envolverse en las tinieblas, por lo que concluía:

La masonería se oculta sistemáticamente a los ojos de todos, y la asociación que así obra no puede representar el bien y la verdad

### Restauración borbónica (1875-1902)

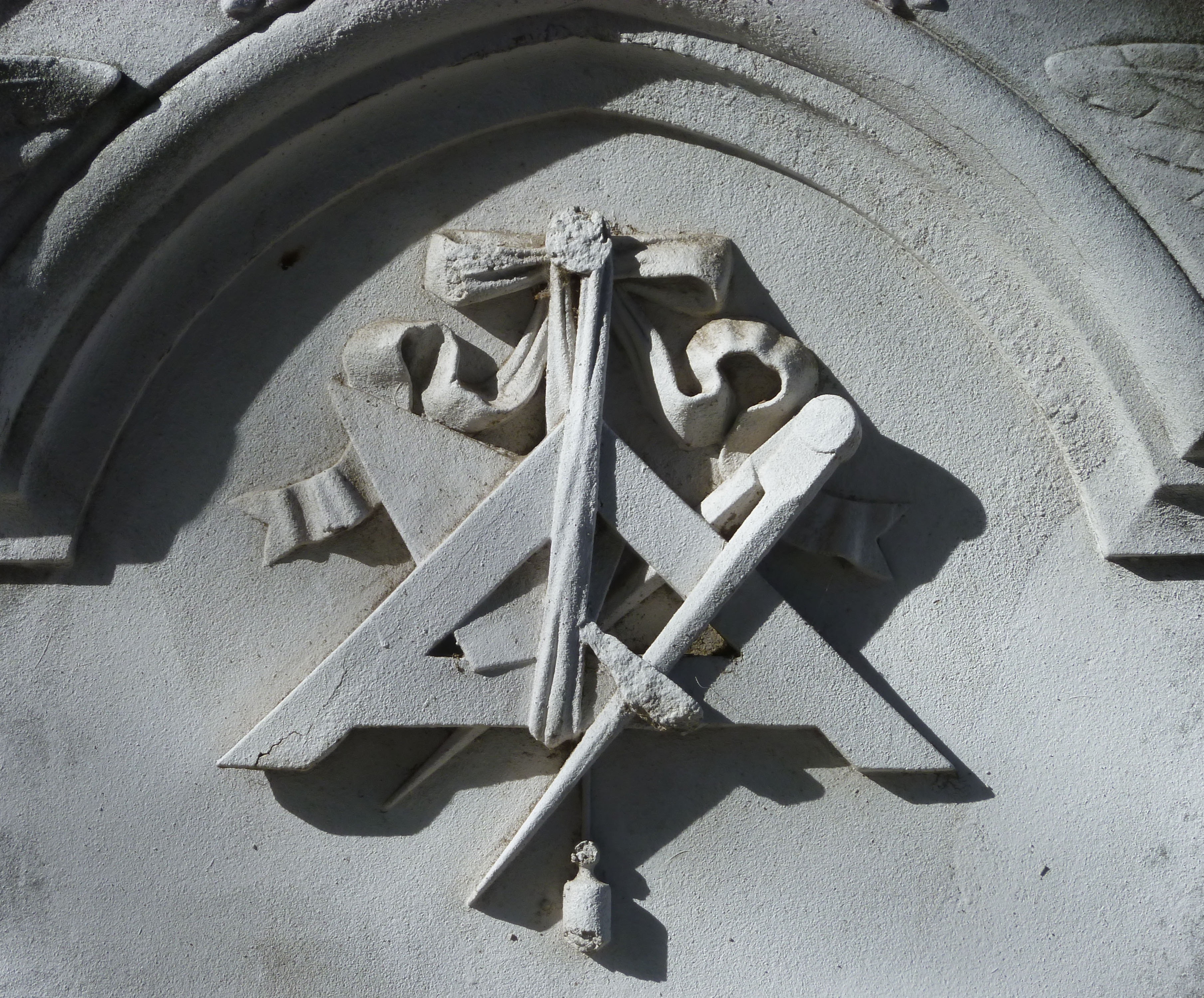
Detalle del sepulcro de la familia Figueroa (1878) en el cementerio de La Almudena de Madrid

La "época dorada" de la masonería española iniciada en el Sexenio se prolongó durante la Restauración -por ejemplo, en 1890 había en Barcelona más de cuarenta logias en activo, se publicaban diversas revistas masónicas y funcionaba un monte de piedad que auxiliaba a los familiares de los masones difuntos, los socorría en caso de enfermedad y les prestaba asistencia médica-. En 1889 nace el Gran Oriente Español, bajo la presidencia de Miguel Morayta, aunque en Cataluña tuvo que compartir la hegemonía con la Gran Logia Simbólica Regional Catalano Balear, de tendencia nacionalista catalana, creada tres años antes y que fue la primera obediencia peninsular que no obligó a sus miembros a reconocer la existencia del Gran Arquitecto del Universo.
Durante estos años también crece la antimasonería, estimulada por la Iglesia católica —en 1884 León XIII publica la encíclica Humanus Genus en la que vuelve a condenar extensamente a la masonería— que la considera uno de sus principales enemigos. Según Pere Sánchez, "los motivos para atacarla con tanta virulencia eran de diferente tipo. A un cierto nivel, la masonería desautorizaba espiritualmente el catolicismo y tenía la pretensión de ser la religión de «recambio», sin dogmas, que sustituiría a la católica. Por si eso fuera poco, se había situado en el bando enemigo. Pedía concordatos, enseñanza laica, cementerios civiles, abolición de las Órdenes regulares y de los jesuitas, libertades políticas, etc. La masonería hizo del anticlericalismo uno de los ejes básicos de su intervención en la política y en la sociedad...". Un ejemplo de esta campaña antimasónica es una obra publicada en 1899 por el integrista valenciano Manuel Polo y Peyrolón en la que decía lo siguiente sobre la masonería:

La Masonería es un monstruo que conspira en las cavernas de Adonirán para cometer toda clase de felonías y crímenes; es el Deus ex machina de todos los asesinatos, envenenamientos, regicidios, persecuciones contra el Altar, el Trono y la Patria, guerras, crisis políticas, calumnias, venganzas, sacrilegios, misterios de iniquidad, culto luciferano y paládico, y, en suma de cuanto más horriblemente misterioso, diabólico, criminal y nefando ha ocurrido y ocurre en el mundo.

La paradoja del ataque de la Iglesia católica y de los católicos integristas a la masonería fue que ésta se vio reforzada en su idea de que "en el mundo... se disputan el triunfo dos grandes fuerzas... De un lado tenemos el jesuitismo, representación genuina de las tiranías pasadas, presentes y futuras. Del otro lado, la Francmasonería, cuna indiscutible de las libertades y de la caridad humana", según un texto publicado en el Boletín del Gran Oriente Español en 1907.
Este clima de creciente antimasonismo explica que, cuando estallaron las insurrecciones cubana y filipina en 1896, la masonería fuera acusada de colaborar con los independentistas y que la policía clausurara las sedes en Madrid del Gran Oriente Español y del Gran Oriente Nacional de España, incautándose de toda la documentación y deteniendo a algunos dirigentes. Esta presión policial, además de las razones endógenas, explica la crisis que vivió la masonería en el cambio de siglo, después de la cual no volvió a recuperar la "época dorada" del último tercio del siglo XIX —por ejemplo, en 1920 el número de logias de Barcelona no sobrepasaba la docena—.

### Reinado constitucional de Alfonso XIII y Dictadura de Primo de Rivera (1902-1930)

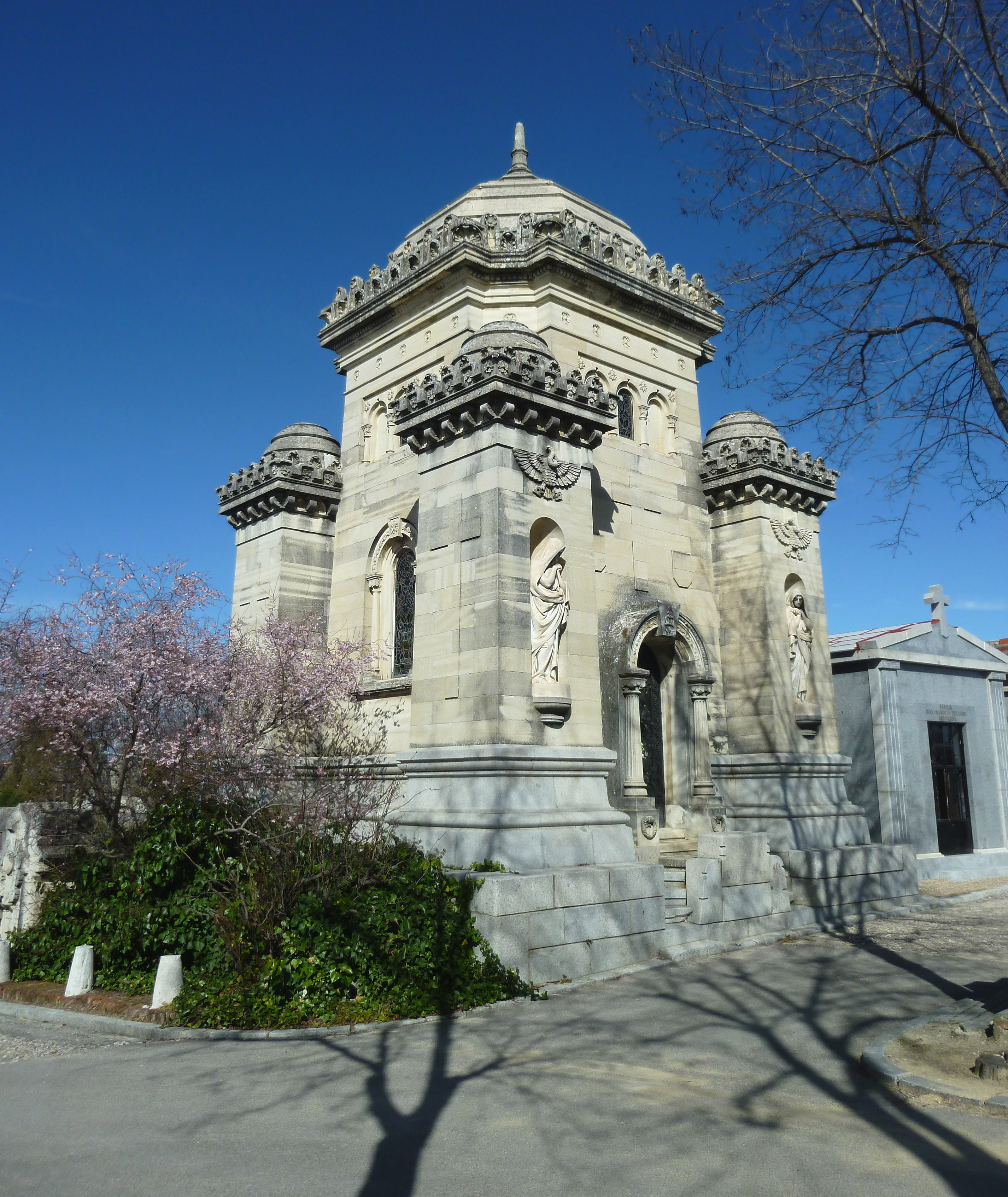
Mausoleo masónico de los vizcondes de Llanteno en Madrid (construido en 1910).

La masonería no fue en absoluto ajena a los conflictos políticos que se vivieron en España en las primeras décadas del siglo XX. Tal vez el que más repercusiones tuvo en su organización fue el de la "cuestión regional", en la que se enfrentaban dos concepciones del Estado español: una centralista y otra federalista. Así el Gran Oriente Español defendía un modelo centralizado con sede en Madrid, mientras que la Gran Logia Simbólica Regional Catalano Balear era partidaria del federalismo, lo que le llevó a operar en toda España a partir de 1921 bajo el nuevo nombre de Gran Logia Española, amenazando así la hegemonía que hasta entonces tenía el Gran Oriente Español. El modelo que quería seguir la Gran Logia Española era el de la masonería de Estados Unidos, por lo que se propuso crear una Gran Logia independiente en cada región o nacionalidad ibérica (que incluía a Portugal). La respuesta del Gran Oriente Español fue dotarse dos años después, a propuesta de las logias catalanas, de una estructura similar. Su organización en Cataluña, por ejemplo, pasó a llamarse Gran Logia del Nordeste de España.
Por otro lado, en este primer tercio del siglo XX, las logias dejaron de ser un lugar exclusivo de las "clases medias" al irse incorporando la clase obrera, aunque fue minoritaria. Los pioneros fueron algunos anarquistas catalanes que desde finales del XIX se habían integrado en las sociedades masónicas, como algunos dirigentes de la FTRE, entre los que destacó Anselmo Lorenzo, que desde 1883 mantuvo una intensa actividad en la logia barcelonesa Hijos del Trabajo y después llegó a ser Maestro Venerable y Orador de la logia Lealtad. Sin embargo, tras el triunfo de la Revolución de Octubre de 1917 en Rusia, la III Internacional creada por los dirigentes bolcheviques prohibió en 1921 la pertenencia a la masonería a los miembros de los partidos que se integraran en ella, al considerarla una institución "burguesa". Ese mismo año las logias catalanas Lealtad (a la que se incorporó al año siguiente Lluís Companys) y Fénix, integradas en el Gran Oriente Español, editaron un folleto (firmado por Manuel Portela Valladares) condenando a la III Internacional.
La política represiva de la Dictadura de Primo de Rivera respecto de la masonería ha sido calificada como arbitraria e incoherente, porque, por ejemplo, "mientras en Madrid se celebraba la VI Asamblea Nacional Simbólica (mayo de 1927), muchas logias catalanas estaban clausuradas y algunos de sus miembros encarcelados". Durante ese tiempo el Gran Oriente Español siguió siendo hegemónico, pues contaba con más de cien logias, aunque la Gran Logia Española sobrepasaba las cincuenta.

### Segunda República Española (1931-1936)
La proclamación de la Segunda República Española abrió una nueva etapa en la historia de la masonería española. La propaganda franquista posterior quiso descalificar a la Segunda República Española argumentando que era obra de la masonería. Es cierto que en las Cortes Constituyentes de 1931 hubo una importante presencia de diputados que eran miembros de alguna logia masónica aunque no eran mayoría: exactamente, según Ferrer Benimeli, 183 de un total de 458. Se encontraban principalmente en los grupos parlamentarios republicanos de izquierda (en Esquerra Republicana de Cataluña, 10 diputados de 26 eran masones; en Acción Republicana, 19 de 28; en el Partido Radical-Socialista, 34 de 54; en los federales de diversas tendencias, 48 de 89) y en el grupo del Partido Socialista Obrero Español (con 44 de 119). En el Gobierno Provisional de la Segunda República Española seis de los once ministros eran masones. Sin embargo, de estos datos, según Pere Sánchez, "no se puede sacar la conclusión de que [los masones] formaban un bloque uniforme de intenciones y práctica política". La masonería española no puede ser considerada, pues, "como un grupo de presión al que estaban supeditados los comportamientos individuales y las directrices de ciertos partidos. Es evidente que existió una marcada vocación política, pero nunca fue de partido, sino de tendencia y de principios generales, que estaban enmarcados dentro de los ideales democráticos y de justicia social, que de ninguna manera son ni han sido privativos de la masonería".

### Guerra Civil y Dictadura Franquista (1936-1975)

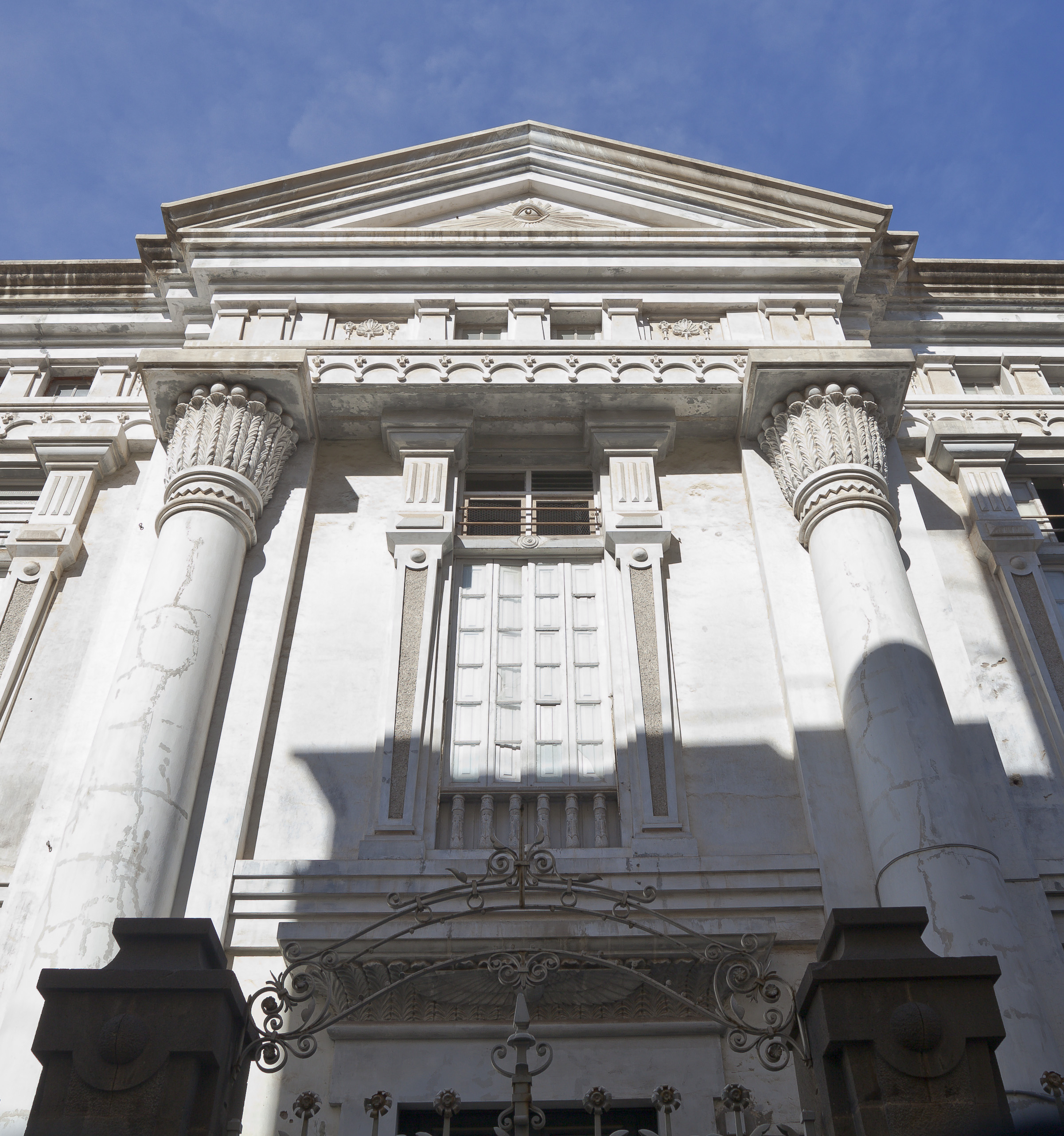
Templo Masónico de Santa Cruz de Tenerife, uno de los pocos templos masónicos que sobrevivieron a la Dictadura Franquista en España.

Durante la guerra civil española los masones fueron perseguidos en la zona sublevada, y cuando acabó la guerra habían sido desmanteladas todas las logias. En 1940 el dictador Franco promulgó la Ley para la Represión de la Masonería y el Comunismo que fue el instrumento legal para proseguir con la represión. En virtud de esa ley se creó el Tribunal Especial para la Represión de la Masonería y del Comunismo, que actuó hasta 1963, año en que fue sustituido por el Tribunal de Orden Público.
Durante la represión inmediatamente posterior a la Guerra Civil de 1936-1939, se estima que unos 10,000 españoles fueron fusilados por el mero hecho de ser francmasones.
La masonería española durante la dictadura franquista solo existió en el exilio. El gran maestre del Gran Oriente Español era Antonio de Villar Massó, quien junto a otros masones españoles exiliados, como Joan Bertran Deu, habían sido acogidos por el Gran Oriente de Francia. En una entrevista publicada en "espacios europeos" Villar Massó declaraba:

Un 22 de marzo de 1972, en París, yo nací para la vida masónica en una Logia del Grande Oriente Español en el exilio. Se llamaba “Unión Hispana nº 1”. Estaba formada por españoles residentes en la capital francesa, y acogida a la hospitalidad fraterna del Gran Oriente de Francia, en uno de cuyos templos, en su sede del 16 de la Rue Cadet, se celebraba la impresionante ceremonia. Con esa magna Obediencia -como la Gran Logia de México y las Obediencias hispanoamericanas en general- tienen todos los francmasones españoles una deuda de honor que no debería ser olvidada.

Muchos centros y templos de la masonería fueron destruidos por todo el país. En 1936, en el primer decreto contra la masonería dictado por Franco, el Templo Masónico de Santa Cruz de Tenerife (el mayor centro masónico de España hasta ese momento) fue cerrado, profanado y requisado por la Falange española. Sin embargo, a diferencia de lo que sucedió en el resto del país, este templo nunca fue destruido.

### Transición democrática (1975-1982)
Tras la aprobación de la Constitución de 1978, la masonería fue legalizada en España el 19 de mayo de 1979 por una sentencia de la Sala de lo Contencioso-Administrativo de la Audiencia Nacional, que anuló una resolución de la Dirección General de Política Interior del 7 de febrero de ese mismo año que había declarado ilegal a la Asociación Grande Oriente Español (Masonería Española Simbólica Regular). El motivo de la anulación de la resolución fue que «la Dirección General de Política Interior, al declarar ilegal la Masonería Española Simbólica Regular, se excedió en la restringida habilitación legal que la Constitución confiere a la autoridad gubernativa» «y menos para llevar a cabo un juicio de las verdaderas y supuestas ocultas intenciones de los que promueven su creación». La Audiencia Nacional basó su sentencia en el libre derecho de asociación, reconocido y amparado en la Constitución.

## La masonería en la actualidad
El panorama actual de organizaciones masónicas en España es plural con presencia de diversas corrientes de regularidad masónica.
En este sentido podemos encontrar hoy en España, dentro de las organizaciones existentes, distintos tipos de logias: liberales, conservadoras, tradicionales, laicas, deístas, esotéricas, de ámbito regional, nacional o internacional, así como masculinas, mixtas y femeninas.
En 1979 reanuda sus trabajos la Federación Española de la Orden Masónica Mixta Internacional Le Droit Humain - El Derecho Humano que continúa los trabajos interrumpidos en 1938 aunque, como otras instituciones y organizaciones españolas tras la Guerra Civil, mantuvo la luz encendida en el exilio. Le Droit Humain es la primera y más antigua Orden masónica mixta, en estos momentos se extiende por más de cincuenta países. En 1980 y 1981 se fundaron la Gran Logia Simbólica Española y la Gran Logia de España, respectivamente. La primera tiene talleres mixtos, masculinos y femeninos y forma parte del espacio CLIPSAS de la masonería, que reconoce la "absoluta libertad de conciencia", lo que significa que admiten como miembros a personas ateas, agnósticas o creyentes de cualquier religión. La segunda está adscrita al marco de reconocimiento de la Gran Logia Unida de Inglaterra, en el que solamente se reconocen como masónicas las organizaciones cuyos miembros son todos varones creyentes y es la que mayor número de logias sostiene en la actualidad en España. Tiempo después nace La Gran Logia Federal de España, siendo esta junto con la Gran Logia de España los únicos Grandes Orientes “regulares” españoles, aunque solo la Gran Logia de España es reconocida por el resto de Grandes Logia regulares del mundo.

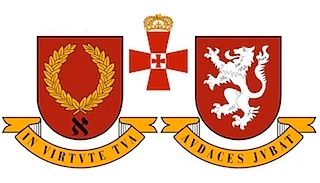
Sello de las Iª y IVª Provincias de los Caballeros Bienhechores de la Ciudad Santa, correspondientes a las antiguas coronas de Aragón y Castilla, respectivamente, hoy Provincias de Aragón y León, del Gran Priorato de Hispania.

Se suman a estas el Gran Oriente Femenino de España y la Gran Logia Femenina de España, en el marco de la masonería femenina, así como otras de implantación regional, como la Gran Logia de Canarias, la Gran Logia de Cataluña y el Gran Oriente de Cataluña. En 2003 nace el Gran Priorato de Hispania, obediencia cuya peculiaridad reside en que solo admite a cristianos en su seno. Esta obediencia masónica practica en el Rito Escocés Rectificado.
En España están presentes también organizaciones masónicas de carácter internacional, como el Gran Oriente de Francia. Asimismo existen logias de otras organizaciones masónicas, como la Gran Logia de Francia o la Gran Logia Tradicional y Simbólica entre otras.
De igual modo, en el año 2001, se crea el Grande Oriente Ibérico, obediencia liberal que, al igual que la Gran Logia Simbólica Española, acoge a talleres masculinos, femeninos y mixtos y que trabaja mayoritariamente en el Rito Francés tanto en la península ibérica como en México y Francia. En 2010 contaba con trece logias, una de ellas en la Ciudad de México y dos en París.
En 2007 surgió la Gran Logia Ibérica Unida, obediencia que se sitúa dentro de la regularidad tradicional y no adscrita al marco de "reconocimiento" de la Gran Logia Unida de Inglaterra.
La Gran Logia de Canarias, refundada en 1996, tiene su jurisdicción en la comunidad autónoma de Canarias, también se orienta a la masonería regular y tradicional y es miembro de la Confederación Internacional de Grandes Logias Unidas.
En 2011 la Gran Logia de España (la agrupación masónica más importante de España, pues congrega a casi 3.000 de los más de 4.000 que hay en España, la mayoría de ellos españoles, aunque también hay británicos y franceses) publicó el primer Barómetro Masónico, en el que ofrecía un retrato de cómo son y qué les preocupa a los miembros de este colectivo. Según el resumen que publicó el diario El País, "el resultado es que se trata de personas creyentes (el 32% se declara cristiano, sin señalar de forma específica a ninguna de sus confesiones, y otro 11,6% católico), con fuertes, aunque variadas, convicciones políticas (el 28% se declara liberal, el 16,3% socialdemócrata y el 15,6% conservador), y que consideran que el mayor problema que afronta España en estos momentos es «la crisis de valores». Así, aparte de cristianos y católicos, también los hay, en mucha menor medida (por debajo del 5% cada una) protestantes, anglicanos, judíos y budistas. Pero, sin duda, la gran categoría es la de aquellos que se declaran, simplemente, "espirituales sin adscripción a ninguna religión" (35%). El trabajo explica que no hay masones que se declaren ateos (frente al 8,8% de la sociedad en general), citando lo que las organizaciones en el marco de reconocimiento de la Gran Logia Unida de Inglaterra denominan "la propia esencia de la Francmasonería", que tiene su fundamento esencial en la Fe en un Poder Supremo".